# A Flock of Seagulls (album)
A Flock of Seagulls è il primo ed eponimo album in studio del gruppo new wave britannico A Flock of Seagulls, pubblicato nel 1982. Si tratta di un concept album riguardante il rapimento alieno.

## Tracce
1. Modern Love Is Automatic – 3:50
2. Messages – 2:52
3. I Ran (So Far Away) – 3:58
4. Space Age Love Song – 3:48
5. You Can Run – 4:26
6. Telecommunication – 2:32
7. Standing in the Doorway – 4:40
8. Don't Ask Me – 2:46
9. D.N.A. – 2:31
10. Tokyo – 2:54
11. Man Made – 5:40

## Formazione
- Mike Score – voce, tastiere, chitarre
- Paul Reynolds – chitarre, cori
- Frank Maudsley – basso, cori
- Ali Score – batteria, percussioni